# Clastobryum capillifolium
Clastobryum capillifolium là một loài Rêu trong họ Sematophyllaceae. Loài này được (Dixon) Tixier mô tả khoa học đầu tiên năm 1977.